# Palusznik nitkowaty
Palusznik nitkowaty (Digitaria ischaemum) – gatunek rośliny jednorocznej  należący do rodziny wiechlinowatych, naturalnie rosnący w obszarze południowej Europy i Azji. Rozprzestrzeniony poza tym w strefach umiarkowanie ciepłych. W Polsce jest archeofitem.

## Morfologia

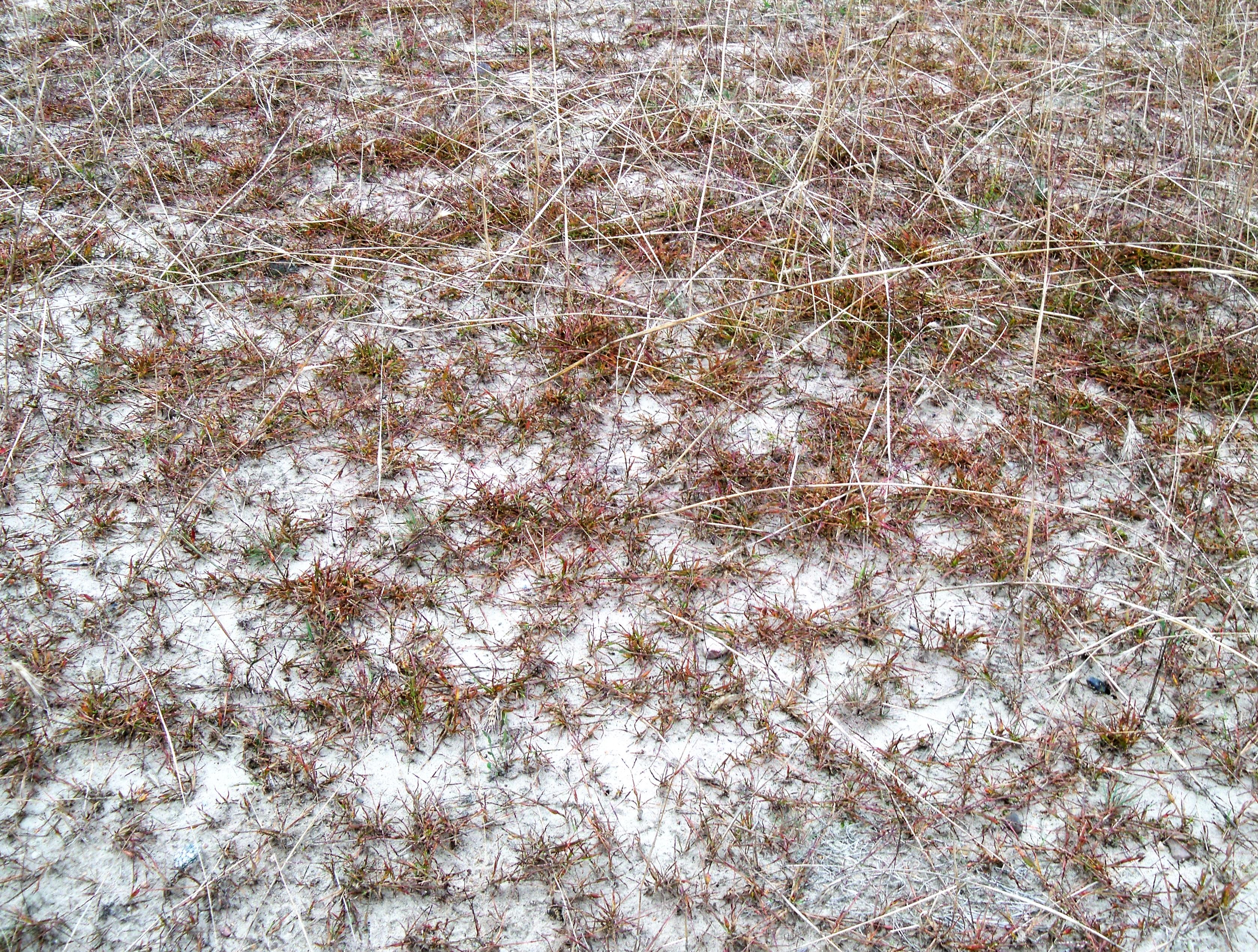
Zbiorowisko palusznika nitkowatego na typowym dla niego siedlisku (ugorze)

PokrójTrawa rosnąca w luźnych lub zbitych kępach.
ŁodygaŹdźbła zwykle wielokrotnie rozgałęzione i na końcach często wznoszące się. Wysokości do 35 cm.
LiściePochwy liściowe nieowłosione lub luźno orzęsione na górnym brzegu. Blaszki liściowe zaokrąglone u nasady, równowąsko lancetowate, o szorstkich brzegach, czasem nabiegłe czerwonawo. Języczek liściowy stępiony, bez owłosienia.
KwiatyKłosy prawie groniaste, przeważnie po 3 w pęczku. Kłoski okrągławe. Kwitnie od lipca do października.

## Biologia i ekologia
Występuje chętnie w uprawach roślin okopowych, na glebach świeżych i żyznych.
Gatunek charakterystyczny dla zespołu chwastów Digitarietum ischaemi.